# Клисура Ждрело
Клисура Ждрело је мала пробојница Црвене реке у доњем току и делу тока близу ушћа у Нишаву. Дугачка је 1,5 km, а дубока 130 m.

## Географија
Клисура Ждрело повезује Ветанску корутину у облуку Црвене реке (из северне подгорине Суве Планине) на југу, са доњим—западним, а самим тим и осталим делом уже Белопаланачке котлине — на северу. Према наведеном, она повезује примарну и секундарну творевину Белопаланачке котлине.
Слив Црвене реке у коме се налази клисура Ждрело има карактеристичан амфитеатралан облик који погодује изненадној појави великих вода. Имајући у виду и геолошку подлогу слива коју у највећем делу чине неотпорни седименти палеозојске и неогене старости, слив је познат по ерозији, нарочито механичкој. После сваке јаче кише Црвена река носи велику количину наноса, а по води обојеној од црвених пешчара је и добила своје име, као и истоимено село на ушћу у Нишаву.
Клисура је проходна, и кроз њу пролази локални пут за села, који је данас асфалтиран.